# 让-皮埃尔·尚热
让-皮埃尔·尚热（法語：Jean-Pierre Changeux，法語：[ʃɑ̃ʒø]，1936年4月6日—）是一位法国神经科学家，以其在多个生物学领域的研究而闻名，从蛋白质的结构和功能（侧重于变构蛋白质）到神经系统的早期发育直至认知功能。尽管在生物科学中因齐变模型而闻名，但烟碱型乙酰胆碱受体的鉴定和纯化以及通过突触选择的表观遗传学理论也是值得注意的科学成就。非科学公众以其关于思想与身体大脑之间联系的想法而闻名。正如他在《关于心灵，物质和数学的对话》一书中所提出的那样，尚热强烈支持这样一种观点，即神经系统以投射而不是反应性的方式起作用，并且与环境的互动而不是具有启发性，导致在其中进行选择。